# Rocketman (pel·lícula)
Rocketman és una pel·lícula estatunidenca biogràfica i musical de 2019 basada en la vida del músic Elton John. Dirigida per Dexter Fletcher i escrita per Lee Hall. És protagonitzada per Taron Egerton com a John, i compta amb Jamie Bell com a Bernie Taupin, Richard Madden com a John Reid, i Bryce Dallas Howard com a Sheila Eileen. La pel·lícula segueix a John en els seus inicis com un prodigi a la Royal Academy of Music a través de la seua col·laboració musical amb Taupin. El títol del film és el nom de la seua cançó de 1972 "Rocket Man."
La pel·lícula va estar en desenvolupament des de la dècada del 2000 fins que va ser anunciat el 2013 que Focus Features havia adquirit els drets del film i que el director Michael Gracey i l'actor Tom Hardy anaven a participar en el projecte. Després que Hardy i Gracey deixaren el projecte després de diferències creatives entre Focus i John, el projecte va quedar aturat i no es va reprendre fins al 2014; la producció es va perllongar durant diversos anys sense avanços fins que Paramount Pictures es va fer càrrec com a distribuïdor l'abril de 2018, i és aleshores que Egerton i Fletcher van ser fitxats. El rodatge va començar l'agost de 2018 i es va completar a finals d'eixe any. John va exercir de productor executiu, mentre que el marit d'Elton David Furnish va produir el film amb la seua Rocket Pictures, juntament amb Matthew Vaughn de Marv Films.
Rocketman es va preestrenar al Festival de Cannes el 16 de maig de 2019, i es va estrenar al Regne Unit el 22 de maig de 2019 i als Estats Units el 31 de maig de 2019. Ha recaptat 192 milions de dòlars a nivell mundial i comptava amb un pressupost de 40 milions de dòlars. Va rebre crítiques positives dels crítics, amb l'actuació d'Egerton, el disseny de vestuari, i els números musicals, rebent la majoria dels elogis. The film was the first major Hollywood production to include a gay male sex scene. El 5 de gener de 2022 es va estrenar el doblatge en català a TV3.